# Saint-Christoly-Médoc
Saint-Christoly-Médoc is een gemeente in het Franse departement Gironde (regio Nouvelle-Aquitaine) en telt 323 inwoners (1999). De plaats maakt deel uit van het arrondissement Lesparre-Médoc.

## Geografie
De oppervlakte van Saint-Christoly-Médoc bedraagt 7,5 km², de bevolkingsdichtheid is 43,1 inwoners per km².
De onderstaande kaart toont de ligging van Saint-Christoly-Médoc met de belangrijkste infrastructuur en aangrenzende gemeenten.

## Demografie
Onderstaande figuur toont het verloop van het inwonertal (bron: INSEE-tellingen).